# ジョージコックス
ジョージコックスは靴・ブーツのブランド。

## 歴史

### 創業
ジョージコックスは、1906年、イギリスのノーザンプトンで、ジョージ・ジェイムズ・コックスにより創業された。
創業当時から、グッドイヤー・ウェルト製法と、ジョージコックス社独自のウェルト製法による製品を生産し、高い評価を得ていた。
1949年、Blothel Creeper（ブローセル・クリーパー）と呼ばれる厚底の靴が開発された。この靴のソールにはクレープソールが使われており、この靴が世界ではじめてラバーソールを採用した靴となった。

### 人気の盛り上がり
Blothel Creeper（ブローセル・クリーパー）は、もともとのジョージコックス社の評判に加えて、履き込むことで足になじんでいくことが特徴のグッドイヤーウェルト製法により製造されたこと、歩いても音の出ないソフトな歩き心地などにより人気が出たが、発売開始当初は一時的な流行とみなされ、人気が長く続くとは思われていなかったようである。
しかし、クリーパーは、1950年代、イギリスのユースカルチャーで、“テディボーイ”と呼ばれる層の人々に人気を博し、また、そのころアメリカで誕生したロックンロールの観念としだいに結び付いていくようになる。
1960年代後半になると、Winklepickers（ウィンクルピッカーズ）と呼ばれるモデルの製品が開発され、ジョージコックス社の靴は、モード系シューズとして再び注目を集めるようになった。
1970年代に入ると、Vivienne WestwoodとMalcolm McLarenによって、テディボーイたちを客層に狙った、LET IT ROCKという名の店がロンドンのキングズロードにオープンし、そこでジョージコックス社のクリーパーが紹介される。
この店はセックスピストルズと関係が深い店であり、彼らセックスピストルズや、ダムド、ストラングラーズなど、さまざまなバンドがジョージコックス社の製品を身につけることにより、パンクムーブメントに広がりとともに、パンクスやロックミュージシャンたち愛用のメーカーとして認知されていくようになる。
1980年代、ストレイキャッツの登場により、ロカビリーファッションが再び注目され、それに伴いジョージコックス社のシューズの人気も再燃した。
1990年代にはジョージコックス・クリーパーは製造開始から50周年を迎えた。

### 近年の情勢
ブラー、スウェード、オアシス、ランシド等さまざまなミュージシャンが同社の製品を身につけている。
日本には、80年代半ばに起こったバンドブームの時期に第1次ブームを迎え、90年代後半にはストリートファッションの定番アイテムの一つとして認められていったと言われる。
また、2006年には創業100周年を迎えた。

## 主な製品

### Brothel Creepers（クリーパー）
brothel＝売春宿、creeper＝這うもの,這う人、の意。ジョージコックス社で最も有名な靴であり、非常に厚いゴム底を特徴とする。
クリーパーは、1949年にジョージ・ハミルトン・コックスにより開発されたが、彼の周囲の反応は冷たかったそうである。
クリーパーのソール（靴底）は、クレープソールが使われているが、一般のクレープソールにおいては、ソールの側面に多数の断層状の模様が見えるのに対して、クリーパーは、クレープソールの外側を、マッドガードと呼ばれる新たなラバーで覆い、クレープの断面を隠している。
クリーパーではソールに4番、5番、6番などと区分があり、数字が大きくなるほどソールが厚くなる。
品番としては、3588、5052、5289、8961、DACEなどがクリーパーに該当する。

### Air-Seal Cushions（エアシール・クッション）
空気が封入されており、衝撃吸収性に優れたソールを使ったモデル。
ジョージコックス社のエアシールクッションソールには、ヒート（熱）・シール技法と呼ばれる技術が使用されている。これは、ソールを本体に熱を使って貼り付けるもので、縫い合わせるよりもきれいな仕上がりになるという。
ブーツからフォーマルなデザインのものまで、幅広いデザインの靴が属するモデル。
ジョージコックス社では、数多くの有名デザイナーや、ショップの別注の商品の生産を行っていることでも有名で、その靴には「ジョージ・コックス」のブランドを冠していないものもあるが、それらも含めると、デザインやタイプは膨大な数に上る。